# Mejit

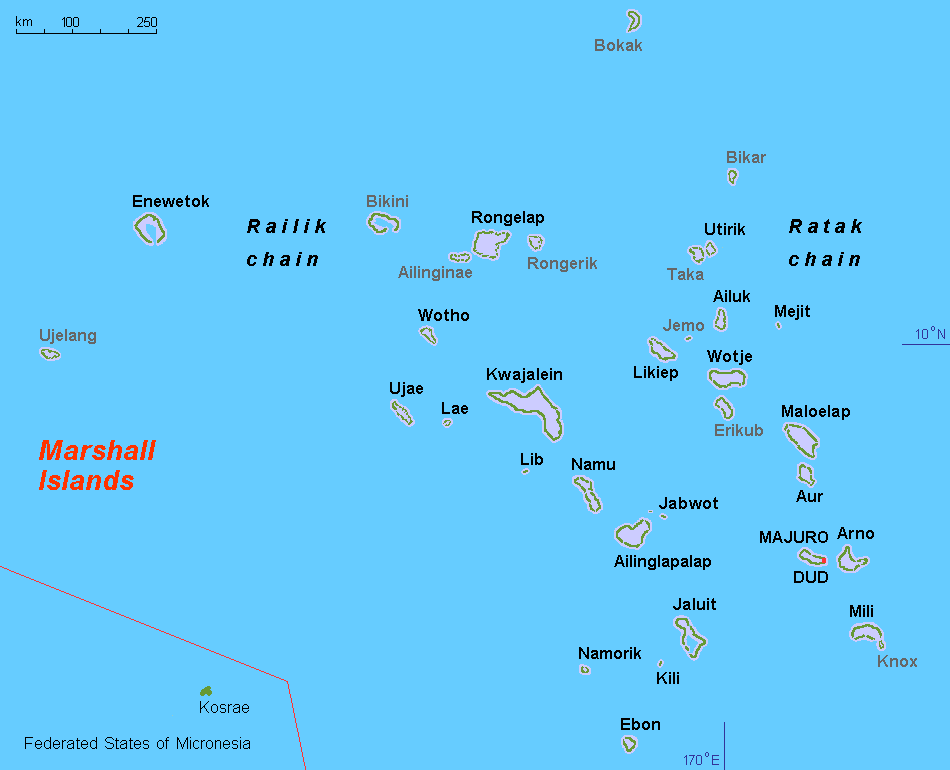
Marshallöarna, Mejit rakt ovanför Majuro

Mejit (Marshallesiska Mãjej) är en ö bland Rataköarna i norra Stilla havet och tillhör Marshallöarna.

## Geografi
Mejit ligger ca 300 km norr om huvudön Majuro och ca 100 km öster om Ailuk.
Ön är en korallö och har en total areal om ca 1, 86 km² och omges av ett korallrev (1). Ön är bland de minsta områden i Marshallöarna och den högsta höjden är på endast 10 m ö.h. (2).
Befolkningen uppgår till ca 450 invånare (3), förvaltningsmässigt utgör ön en egen municipality (kommun). Öns flygplats Mejit Island Airport (flygplatskod "MJB") har kapacitet för lokalt flyg.

## Historia
Rataköarna har troligen bebotts av mikronesier sedan cirka 1000 f.Kr. och några öar upptäcktes redan 1526 av spanske kaptenen Alonso de Salazar.
Mejit upptäcktes den 9 januari 1565 av spanske conquistadoren Don Miguel López de Legazpi och återupptäcktes den 1 januari 1817 av ryske upptäcktsresanden Otto von Kotzebue (4). Öarna hamnade senare under spansk överhöghet.
Neuguinea-Compagnie, ett tyskt handelsbolag köpte ögruppen från Spanien och etablerades sig på Rataköarna kring 1885 och öarna blev då ett eget förvaltningsområde tills de i oktober 1885 blev ett tyskt protektorat och då blev del i Tyska Nya Guinea.
Under första världskriget ockuperades området i oktober 1914 av Japan som även erhöll förvaltningsmandat, det Japanska Stillahavsmandatet, över området av Nationernas förbund vid Versaillesfreden 1919.
Under andra världskriget användes ön som militärbas av Japan tills USA erövrade området 1944. Därefter hamnade ögruppen under amerikansk överhöghet. 1947 utsågs Marshallöarna tillsammans med hela Karolinerna till "Trust Territory of the Pacific Islands" av Förenta nationerna och förvaltades av USA.